# دونده (جانور)

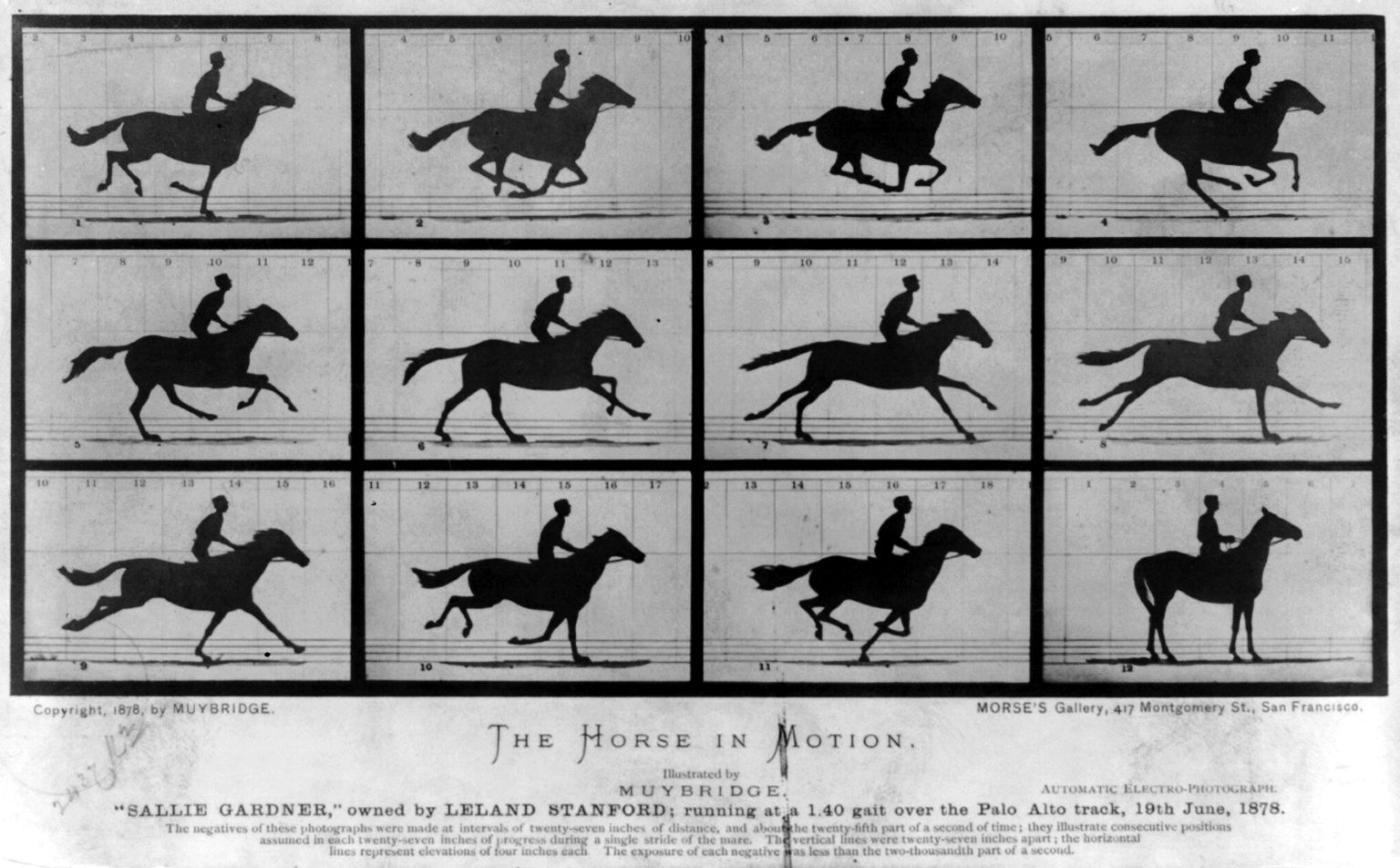
اسب‌ها را می‌توان چرنده‌های دونده در نظر گرفت.

یک جاندار دونده (به انگلیسی: Cursorial)، موجودی است که به‌طور خاص برای دویدن سازگار شده‌است. اگر جانوری توانایی دویدن سریع را داشته باشد (مانند یوزپلنگ) یا اگر بتواند سرعت خود را برای مسافت طولانی ثابت نگه دارد (استقامت بالا) را می‌توان دونده در نظر گرفت. «دونده» اغلب برای طبقه‌بندی یک حالت حرکتی خاص استفاده می‌شود، که برای زیست‌شناسانی که رفتارهای جانوران مختلف و شیوه حرکت آن‌ها را در محیطشان بررسی می‌کنند، سودمند است. سازگاری‌های حرکتی را می‌توان با ویژگی‌های ریخت‌شناسی (مانند از دست دادن انگشت‌های جانبی همانند گونه‌های سم‌داران)، ویژگی‌های فیزیولوژیکی، حداکثر سرعت، و تعداد دفعات استفاده از دویدن در زندگی شناسایی کرد. بحث‌های زیادی در مورد چگونگی تعریف ویژه یک جانور دونده وجود دارد. پذیرفته‌شده‌ترین تعریف شامل این است که یک جاندار دونده را می‌توان سازگاری دویدن در مسافت‌های طولانی با سرعت‌های بالا در نظر گرفت یا توانایی شتاب گرفتن سریع در مسافت‌های کوتاه را دارد. در میان مهره‌داران، جانوران زیر ۱ کیلوگرم جرم به ندرت دونده در نظر گرفته می‌شود و تصور می‌شود که رفتارهای جزئی و ریخت‌شناسی تنها در توده‌های نسبتاً بزرگ بدن در پستانداران رخ می‌دهد. تعداد کمی از پستانداران وجود دارند که به آنها «ریزدونده» گفته می‌شود که وزن توده آنها کمتر از ۱ کیلوگرم است و توانایی دویدن سریع‌تر از دیگر جانوران کوچک با اندازه‌های مشابه را دارند.
برخی از گونه‌های عنکبوت‌ها نیز به صورت دونده در نظر گرفته می‌شوند، زیرا بیشتر روز را راه می‌روند و به دنبال طعمه می‌گردند.

## سازگاری‌های دوندگی

### مهره‌داران خشکی
سازگاری‌ها برای جابجایی در مهره‌داران خشکی عبارتند از:
- افزایش طول گام:
  - افزایش طول استخوان اندام
  - پذیرش ایستادن روی پنجه یا سم
  - از دست دادن ترقوه در پستانداران، که به کتف اجازه می‌دهد تا با اندام به جلو و عقب حرکت کند و در نتیجه طول گام را افزایش دهد.
  - افزایش خمیدگی ستون فقرات در هنگام تاختن
- کاهش وزن اندام صفحه‌ای (به منظور کاستن گشتاور لختی):
  - افزایش توده ماهیچه‌ها پروگزیمال با کاهش توده ماهیچه‌های دیستال
  - افزایش طول استخوان‌های انتهایی اندام (دست و پا) به جای استخوان‌های پروگزیمال (براکیوم یا ران).
  - تاندون‌های بلندتر در اندام دیستال
- کاهش توانایی حرکت اندام‌ها به بیرون از سطح ساژیتال که باعث افزایش ثبات می‌شود.
- کاهش یا از دست دادن بند انگشتان.
- از دست دادن توانایی جمع‌کردن و بازکردن ساعد (دونده‌های تخصصی‌تر)
- سم‌ها، پنجه‌های سم‌مانند یا چنگال‌های صاف برای کشیدن (برخلاف پنجه‌های تیز برای گرفتن شکار یا بالا رفتن)

### عنکبوت‌ها
عنکبوت‌ها هنگام راه رفتن تعادل را حفظ می‌کنند، به طوری که پاهای ۱ و ۳ در یک طرف و ۲ و ۴ در طرف دیگر در حال حرکت هستند، در حالی که چهار پای دیگر روی سطح هستند. عنکبوت‌ها برای دویدن سریع تر، فرکانس گام خود را افزایش می‌دهند.

## آرایه‌های دونده
چندین گونه قابل توجه دونده هستند، از جمله برخی از پستانداران (مانند دله‌ها و گرگ‌ها، آگوتی‌ها، سم‌داران و کانگوروها) و پرندگان (مانند شترمرغ)، و همچنین برخی از دایناسورها (مانند ددپایان و دیاناسور ناجوردندان). چندین شاه‌خزنده منقرض‌شده نیز دونده بودند، از جمله تمساح‌ریختان لیمنوسورها، Hesperosuchus، و چندین سرده در جنوب‌سوسماران.
عنکبوت‌های جهنده و سایر عنکبوت‌های بدون شبکه معمولاً در طول روز راه می‌روند، به طوری که شانس گرفتن خود را به حداکثر می‌رسانند، و عنکبوت‌های مبتنی بر شبکه در صورت تهدید فرار می‌کنند.
بسیاری از سوسک‌ها پاهای بسیار حساسی دارند که می‌توانند آنقدر تخصصی باشند که در اثر باد فرار کنند، مانند سوسک حمام آمریکایی.

## در نظریه فرگشت (تکامل)
ماهیت فرضی دوندگی در دایناسورهای ددپا بخش مهمی از نظریه اولیه تکامل پرواز پرندگان است (که نظریه دوندگی نیز نامیده می‌شود)، نظریه‌ای که با این ایده که اجداد پیش از پرواز پرندگان، گونه‌های درخت‌پیما بوده‌اند در تضاد است. به عنوان مثال، دستگاه پرواز ممکن است برای بهبود شکار با طولانی‌تر کردن جهش‌ها و بهبود مانورپذیری سازگار شده باشد.

## جستارهای بیشتر
- درخت‌پیمایی
- دالان‌ساز